# 拉孜裸鯉
拉孜裸鲤（学名：Gymnocypris scleracanthus）为輻鰭魚綱鯉形目鲤科裸鲤属的其中一種，為中國特有種，被IUCN列為次級保育類動物，分布於西藏自治區，體長可達31公分。

## 扩展阅读
維基物種上的相關：拉孜裸鲤